# Harald Juhnke
Harald Juhnke, född 10 juni 1929 i Charlottenburg, Berlin, Tyska riket, död 1 april 2005 i Rüdersdorf bei Berlin, Tyskland, var en tysk skådespelare. Juhnke scendebuterade 1948 och filmdebuterade 1950. På 1950-talet gjorde han sig känd i Tyskland med roller i flera lättsamma komedifilmer och underhållningsfilmer. På 1970-talet blev han mer uppmärksammad för roller i TV-serier och TV-produktioner. Han gjorde sina sista insatser som TV-skådespelare år 2000, och avbröt sedan karriären på grund av sjukdom. Juhnke har tilldelats flera tyska priser, framförallt för sina TV-roller. Privat var han omskriven för sin alkoholism, vilket han också kom nära genom sin huvudroll i TV-filmen Der Trinker 1995.

## Filmografi, urval
- 1960 – Det sista vittnet
- 1992 – Schtonk!